# 안나 야기엘론카
안나 야기엘론카(폴란드어: Anna Jagiellonka, 1523년 10월 18일 ~ 1596년 9월 9일)는 폴란드-리투아니아 연방의 국왕(재위: 1575년 12월 15일 ~ 1587년 8월 19일)으로 폴란드의 국왕이자 리투아니아의 대공이다.

## 생애
폴란드의 지그문트 1세 국왕과 보나 스포르차 왕비의 딸로 태어났다. 1572년 7월 지그문트 2세 국왕이 후사 없이 사망하면서 폴란드의 귀족 계급인 슐라흐타는 자유 선거를 통해 폴란드-리투아니아 연방의 새로운 국왕을 선출하려고 했다. 안나도 차기 국왕 주자로 꼽혔지만 오히려 차기 국왕의 왕비가 될 처지에 있었다.
1573년 안나는 프랑스의 국왕이었던 샤를 9세의 동생인 앙리(프랑스의 앙리 3세, 폴란드의 헨리크 발레지(Henryk Walezy))를 남편으로 맞이하겠다는 의사를 전달했고 세임(Sejm, 의회)은 앙리를 새 국왕으로 선출했다. 1574년 6월 앙리는 프랑스의 왕위를 승계하기 위해 측근들과 함께 폴란드의 왕궁에서 도망치고 만다.
1575년 앙리의 폴란드 왕위 취소가 선포된 뒤에 세임은 안나와의 결혼을 조건으로 트란실바니아의 공작이었던 스테판 바토리에게 왕위를 주기로 했다. 1576년 3월 폴란드 크라쿠프에 도착한 스테판은 1576년 5월 1일에 그녀와 결혼하고 부부 신분으로 대관식에 임했다.
안나는 14세기 야드비가 여왕의 선례를 따라 "여왕"이 아닌 남자 국왕인 "왕"으로서 즉위했으며 스테판 바토리는 야드비가의 남편인 브와디스와프 2세와 마찬가지로 "아내의 권리에 의해서" 주권자로서 폴란드의 왕으로 추대되었다. 왕조의 혈통적인 정통성은 어디까지나 안나에게 있었지만 안나는 남편의 공동 통치자의 신분으로 있었으며 국정에 적극 참여하지는 않았다.

## 같이 보기
- 폴란드의 군주 목록